# Hampshire
Hampshire é um condado da Inglaterra. Historicamente, já foi chamado de County of Southampton e Southamptonshire.

## Cidades mais populosas (censo de 2001)
- Southampton - 244 224
- Portsmouth - 187 056
- Basingstoke - 90 171 (cidade) / 152 573 (distrito)
- Gosport - 69 348 (cidade) / 77 000 (distrito)
- Waterlooville - 63 558
- Aldershot - 58 120
- Farnborough - 57 147
- Fareham/Portchester - 56 010 (cidade) / 109 619 (distrito)
- Eastleigh - 52 894 (cidade) / 116 177 (distrito)
- Andover - 52 000
- Havant - 45 435 (cidade) / 115 300 (distrito)
- Winchester (capital do condado) - 41 420
- Fleet - 32 726